# Jérémie Le Louët
Jérémie Le Louët, né le 29 août 1977 à Paris, est un comédien et metteur en scène de théâtre français. De 2005 à 2007, il  est professeur d'art dramatique à l'école Florent.
Il est le cofondateur avec Noémie Guedj de la Compagnie des Dramaticules, compagnie théâtrale francilienne créée en 2002.

## Spectacles

### Metteur en scène
- 2005 : Macbett[2],[3] d'Eugène Ionesco - Création au Théâtre 13/Jardin à Paris
- 2007, Hot House[4],[5] d'Harold Pinter - Création au Théâtre de Cachan-Jacques Carat
- 2007, Arrêt de jeu, forme courte d'après Harold Pinter
- 2008, Affabulations, forme courte d'après Jean de la Fontaine
- 2009, Plus belle la vie d'une compagnie, feuilleton théâtral écrit collectivement - Création à la Grange Dîmière-Théâtre de Fresnes
- 2009, Un Pinocchio de moins ![6] d'après Carlo Collodi - Création au Théâtre Romain Rolland à ViIllejuif
- 2010, Le Horla[7],[8],[9] d'après Guy de Maupassant - Création au Théâtre Le petit Chien à Avignon
- 2010, Le journal d'un fou, lecture-spectacle d'après Nicolaï Gogol
- 2010, Les décadents, forme courte d'après Marcel Schwob
- 2011, Le roi au masque d'or, lecture-spectacle d'après Marcel Schwob
- 2011, Salomé[10] d'Oscar Wilde - Création à l'Espace Culturel André Malraux au Kremlin-Bicêtre
- 2012, Richard III[11],[12],[13],[14],[15] de William Shakespeare  - Création au Théâtre 13/Seine à Paris
- 2012, Les Monstres, forme courte d'après Charles Perrault et Lautréamont
- 2013, Enfants de l'enfer, lecture-spectacle de Jean Delabroy
- 2013, La face cachée du plateau, confidences son et lumière - Création au Théâtre de Corbeil-Essonnes
- 2014, Ciel de feu et de glace  lecture-spectacle d'après Marcel Schwob - Création au Musée du Montparnasse à Paris, pour le Musée de la Poste
- 2014, Affreux bêtes et pédants[16], satire de la vie culturelle française, écriture collective - Création au Théâtre de Châtillon
- 2014, L'Ubu roi des Dramaticules[17],[18] d'après Alfred Jarry - Création au Théâtre de Châtillon
- 2015, Pinocchio, lecture-spectacle d'après Carlo Collodi - Création en appartement à Châtillon
- 2015, Contes merveilleux, lecture-spectacle d'après Hans Christian Andersen - Création au Théâtre de Châtillon
- 2016, Don Quichotte[19],[20],[21], d'après Miguel de Cervantes - Création au Château de Grignan pour la 30e édition du Festival Les Fêtes nocturnes
- 2016, Temps suspendu, lecture-spectacle d'après Howard Philipps Lovecraft et Guillaume Apollinaire - Création à l'Espace Niemeyer à Paris, pour le Musée de la Poste
- 2019 : Hamlet, d'après William Shakespeare - Création au Théâtre de Châtillon

### Acteur
- 2000, Elle de Jean Genet (le photographe), mise en scène de Valéry Warnotte - Théâtre le Colombier à Bagnolet
- 2001, Marion Delorme de Victor Hugo (Laffémas), mise en scène de Julien Kosellek - Théâtre du Marais à Paris
- 2002, Le roi s'amuse de Victor Hugo (Saint-Vallier), mise en scène de Stéphane Auvray-Nauroy - Théâtre du Marais à Paris
- 2002, Occupe-toi d'Amélie de Georges Feydeau (Étienne), mise en scène de Caroline Carpentier - Théâtre le Trianon à Paris
- 2004, Chat en poche de Georges Feydeau (Landernau), mise en scène de Séverine Chavrier - Théâtre du Nord Ouest à Paris
- 2004, Prologue à La Symphonie Pastorale de Ludwig van Beethoven, direction de Marek Janowski - Théâtre Mogador à Paris
- 2005, Macbett (Duncan) - Théâtre 13 à Paris
- 2006, Rated X (L'officiant), mise en scène d'Angelo Pavia - MC93 à Bobigny
- 2007, Hot House (Lush) d'Harold Pinter - Théâtre de Cachan-Jacques Carat
- 2007, Arrêt de jeu d'après Harold Pinter
- 2008, Affabulations d'après Jean de La Fontaine
- 2009, Un Pinocchio de moins ! (Geppetto, le Grillon, Mangefeu) d'après Carlo Collodi - Théâtre Romain Rolland à ViIllejuif
- 2009, Plus belle la vie d'une compagnie - La Grange Dimîère-Théâtre de Fresnes
- 2010, Le Horla de Guy de Maupassant - Théâtre Le petit Chien à Avignon
- 2010, Le journal d'un fou d'après Nicolaï Gogol
- 2010, Les Décadents
- 2011, Salomé (Hérode) d'Oscar Wilde - Espace Culturel André Malraux au Kremlin-Bicêtre
- 2011, Le roi au masque d'or de Marcel Schwob
- 2012, Richard III (Richard de Gloucester) de William Shakespeare - Théâtre 13 à Paris
- 2012, Les Monstres
- 2013, Enfants de l'enfer d'après Jean Delabroy
- 2013, La face cachée du plateau, confidences son et lumière - Théâtre de Corbeil-Essonnes
- 2014, Affreux bêtes et pédants (Jérémie), écriture collective - Théâtre de Châtillon
- 2014, Ciel de feu et de glace - Musée du Montparnasse à Paris
- 2014, L'Ubu roi des Dramaticules (Père Ubu) d'après Alfred Jarry - Théâtre de Châtillon
- 2015, Pinocchio d'après Carlo Collodi - Théâtre de Châtillon
- 2015, Contes merveilleux - Théâtre de Châtillon
- 2016, Don Quichotte (Don Quichotte), d'après Miguel de Cervantes - Château de Grignan
- 2016, Temps suspendu - Espace Niemeyer
- 2018, Hamlet d'après William Shakespeare - Théâtre de Châtillon